# Двухфюзеляжный самолёт
Двухфюзеляжный самолёт — самолёт, который имеет два полноценных фюзеляжа с кабинами, центропланами и (как правило) хвостовым оперением.

## Причины выбора такой конструкции
- Оптимизация аэродинамики гидросамолётов: получался катамаран из двух летающих лодок. Было распространено в межвоенное время: Blackburn Twin Blackburn, Savoia-Marchetti S.55 и S.66, МК-1.
- Сверхдальний самолёт с хорошим удлинением крыла и жёсткой конструкцией, вместе с двухбалочной схемой: ДБ-ЛК, Pipistrel Taurus G4.
- Тяжёлый самолёт, построенный из двух копий существующих моделей. Такое часто практиковалось в конце Второй мировой войны: North American F-82 Twin Mustang или Messerschmitt Me 609.
- Перевозка грузов на внешней подвеске. Первые эксперименты начались с перевозкой шаттлов (думали даже про пару из Lockheed C-5 Galaxy). Новая волна началась с системами воздушного старта: WhiteKnightTwo, Scaled Composites Stratolaunch Model 351. В 2014 году NASA разработала концепт для вывода на орбиту небольших спутников — он состоял из обычного самолёта-буксира, поднимавшегося на 12 км, двухфюзеляжного планёра с ракетным ускорителем, поднимавшегося ещё выше, и ракеты со спутником[1].